# Świątynia Jowisza w Baalbeku
Świątynia Jowisza – monumentalna starożytna świątynia znajdująca się w libańskim Baalbeku (antyczne Heliopolis), poświęcona bogu Jowiszowi. Jest jedną z największych świątyń starożytności. Jej budowa trwała ponad dwa wieki: rozpoczęto ją za panowania Augusta (27 p.n.e.–14 n.e.), a kolejne elementy dodawano sukcesywnie za rządów kolejnych cesarzy, aż do czasów Filipa Araba (244–249).
Świątynia powstała w miejscu wcześniejszego sanktuarium boga Baala-Hadada, utożsamianego przez Greków z Zeusem, którego kult w Heliopolis sięgał VI wieku p.n.e. Budowę rozpoczęto po uzyskaniu przez miasto w 16 roku p.n.e. statusu rzymskiej kolonii (Colonia Iulia Augusta Felix Heliopolitana). Zasadnicze zręby świątyni ukończono za panowania Nerona, jednak koniec najważniejszego etapu prac przypadł dopiero na czasy Antonina Piusa.
Wejście na teren kompleksu świątynnego stanowiły olbrzymie propyleje o szerokości 50 metrów, do których prowadziły monumentalne, proste, trzybiegowe schody, liczące łącznie 42 stopnie. Znajdowały się w nich trzy bramy, z których środkowa była szersza i wyższa od pozostałych. Fasada propylejów, zakończona po bokach dwoma dwukondygnacyjnymi wieżami, liczyła szesnaście kolumn. Środkowe interkolumnium było szersze od pozostałych i zwieńczone łukiem pełnym nakrytym szerokim, trójkątnym przyczółkiem, nad pozostałymi wznosiło się natomiast płaskie belkowanie. Wewnątrz fasady znajdowały się nisze z posągami. Propylejami przechodziło się na sześciokątny dziedziniec otoczony kolumnadą o długości i szerokości 50 metrów. Zarówno propyleje, jak i sześciokątny dziedziniec są najmłodszymi elementami kompleksu i pochodzą z ostatniego etapu prac budowlanych, przypadającego na panowanie Karakalli i Filipa Araba. Ich „barokowa” forma kontrastuje z utrzymanymi w bardziej klasycznych formach architektonicznych pozostałymi elementami kompleksu.
Za dziedzińcem sześciokątnym znajduje się olbrzymi prostokątny dziedziniec o wymiarach 135×113 m, ukończony za czasów Antonina Piusa. Z trzech stron otaczał go portyk z niszami na przemian półkolistymi i prostokątnymi, przedzielonymi kolumnami. Dodatkowo dziedziniec obiegała jeszcze jedna kolumnada z 84 kolumnami wykonanymi z czerwonego granitu importowanego z Górnego Egiptu. Za panowania Justyniana część kolumn wywieziono do Konstantynopola, gdzie zostały użyte przy konstrukcji kościoła Mądrości Bożej. Innych użył dziesięć wieków później sułtan Sulejman Wspaniały do budowy meczetu w Stambule. Pośrodku dziedzińca wznosił się ołtarz ofiarny w formie wieży o wysokości 17,8 m, wewnątrz którego znajdowały się schody prowadzące na płaski dach. Po obu stronach ołtarza znajdowały się baseny z wodą do rytualnych ablucji.
Na końcu dziedzińca znajdowała się świątynia dedykowana Jowiszowi, mająca formę korynckiego perypteru o dziesięciu kolumnach frontowych (dekastylos), mającego wymiary 90×54 m. Jej wysokość wynosiła przypuszczalnie około 46 metrów. Na dłuższych bokach świątyni znajdowało się po 19 kolumn wysokich na 21 metrów, wykonanych z szarego wapienia. Świątynia posadowiona była na wysokim podium wykonanym z bloków kamiennych, z których trzy największe mają po 20 metrów długości i ważą 800 ton. Do czasów obecnych ze świątyni zachowało się tylko podium i sześć kolumn jednej z bocznych ścian.
Za panowania Teodozjusza Wielkiego ponad ołtarzem na wielkim dziedzińcu świątyni wzniesiono chrześcijańską bazylikę o wymiarach 63×36 m. Jej pozostałości rozebrane zostały podczas przeprowadzonych w 1933 roku prac archeologicznych, by umożliwić odsłonięcie poziomów z czasów rzymskich.

## Galeria

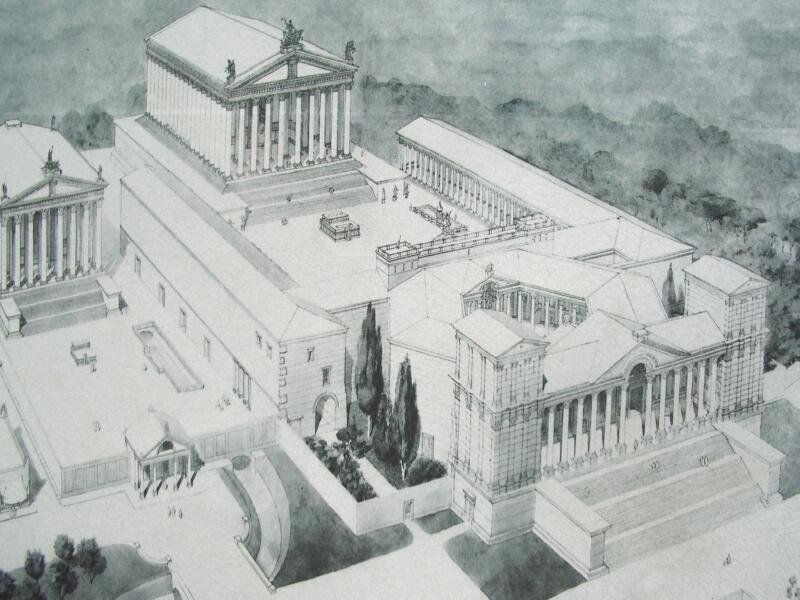
Rekonstrukcja świątyni
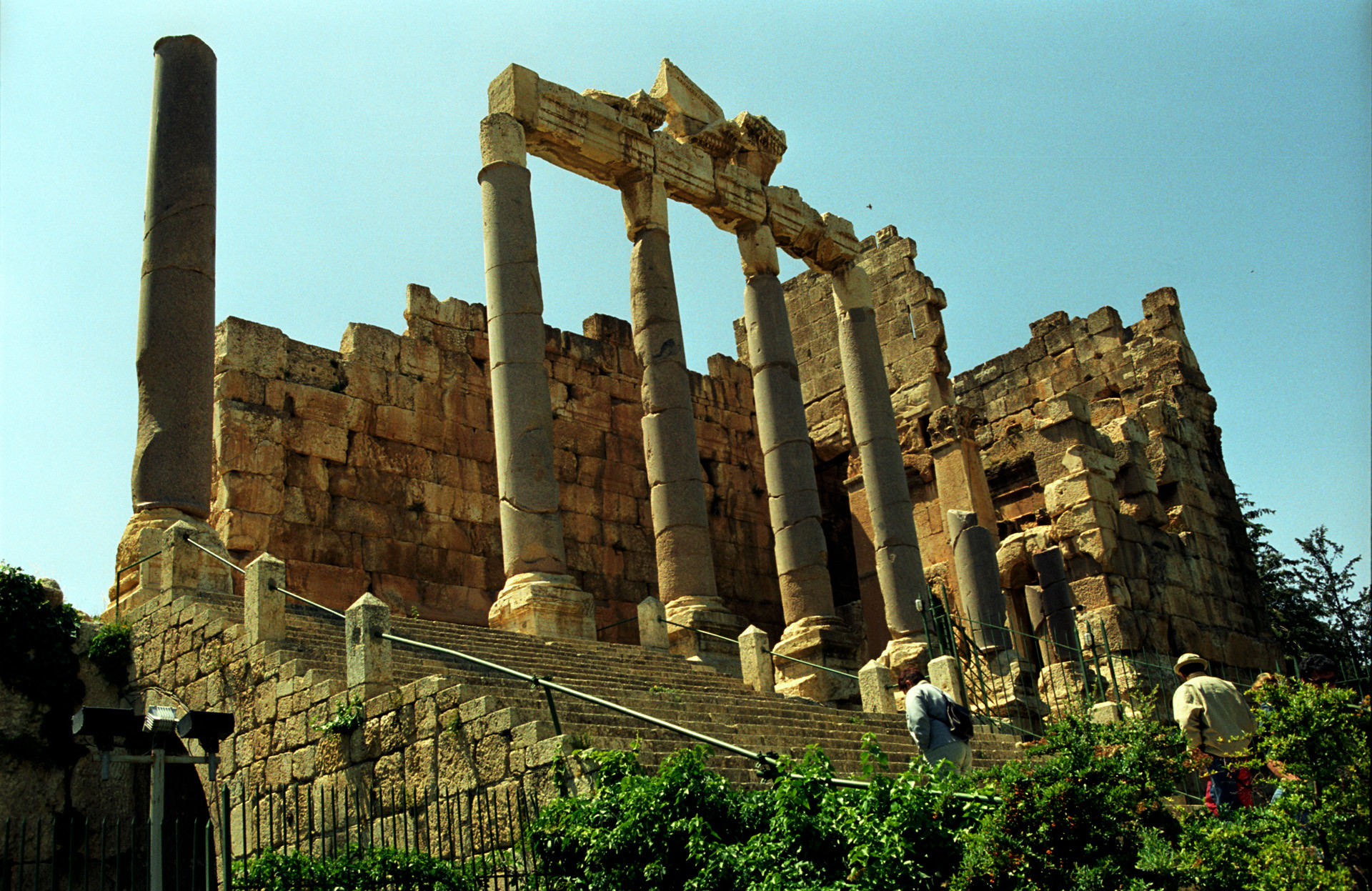
Propyleje
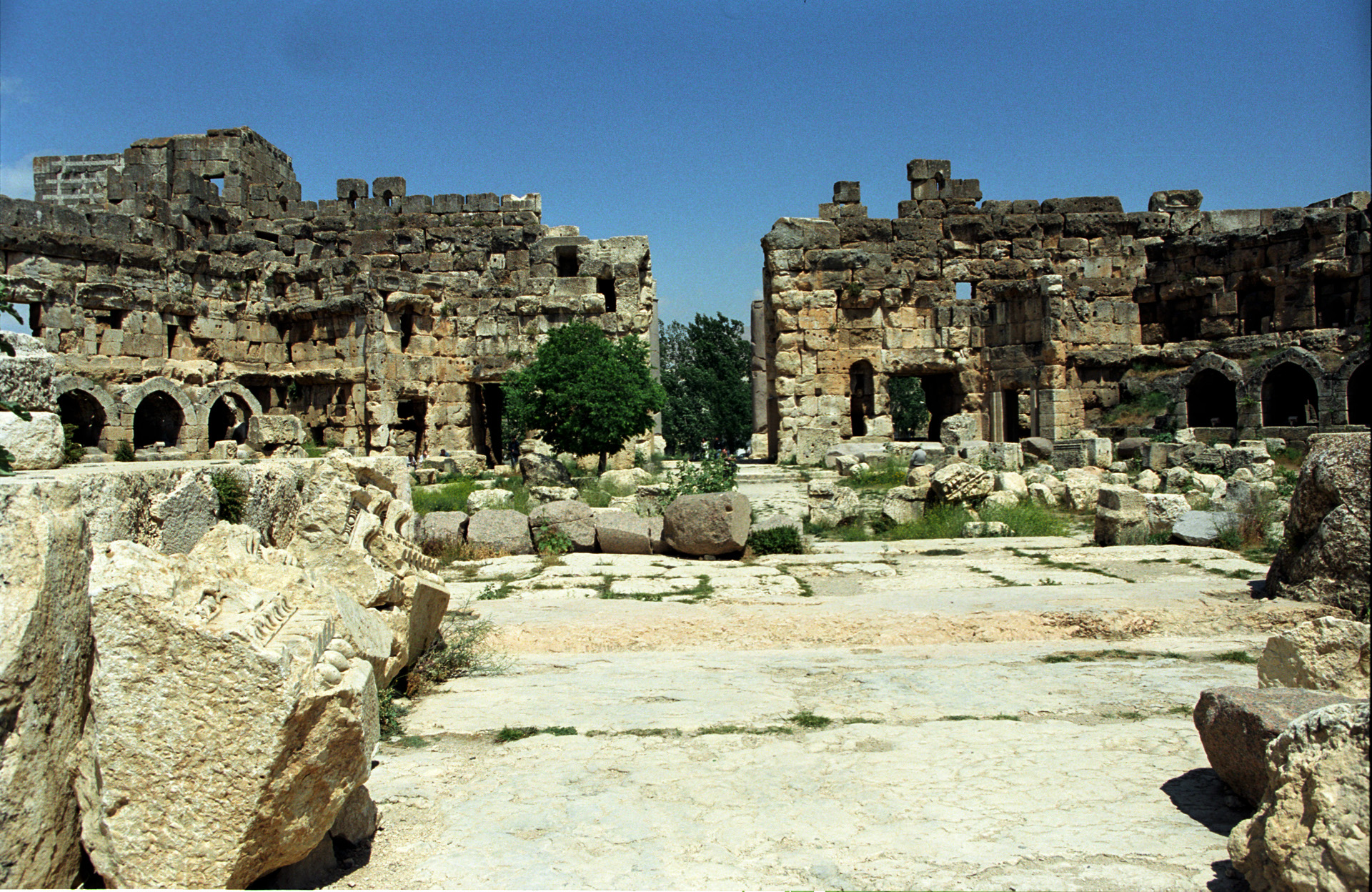
Dziedziniec heksagonalny
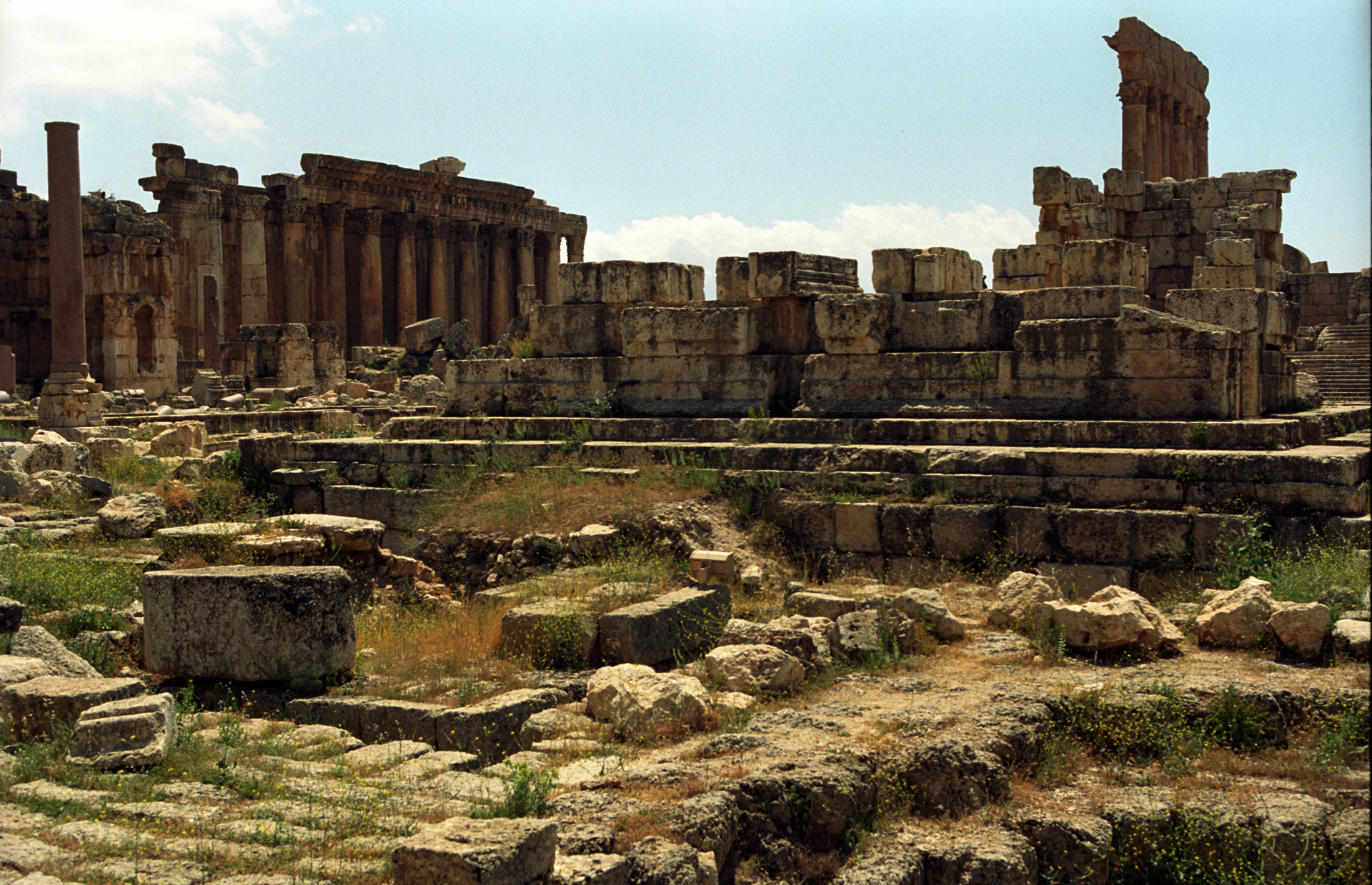
Wielki dziedziniec z ołtarzem ofiarnym
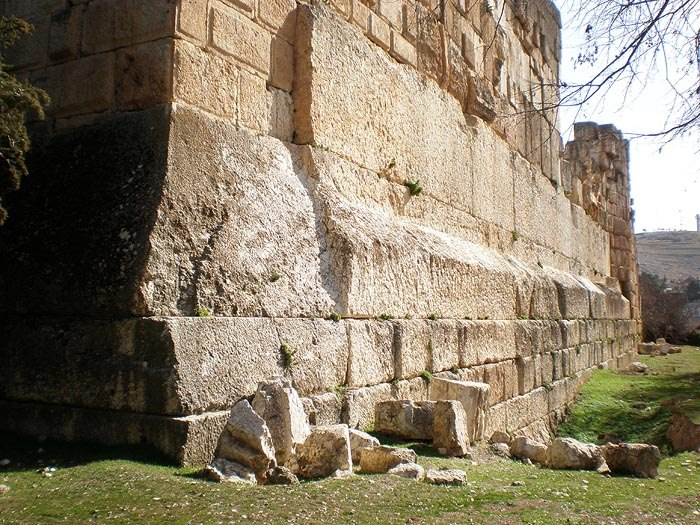
Olbrzymie bloki kamienne z podium świątyni